# Resultados do Carnaval de Florianópolis em 2019
Os resultados do Carnaval de Florianópolis de 2019 foram divulgados no dia 4 de março, segunda-feira de Carnaval, em evento na Passarela Nego Quirido, mesmo local onde foram realizados os desfiles entre o sábado, 2, e o domingo, 3.
A Consulado foi a vencedora do Grupo Especial com o enredo: "Où l'amour sera roi "Onde o Amor será Rei”". Foi a primeira vitória da escola do Saco dos Limões na década. A vice-campeã foi a Embaixada Copa Lord, empatada em pontos com a Unidos da Coloninha - o quesito desempate foi Mestre-Sala e Porta-Bandeira, onde a escola do Morro da Caixa teve dois décimos a mais.
O Grupo de Acesso retornou a passarela após dois anos e originalmente teria cinco escolas. Na quinta-feira, 28 de fevereiro, a escola Império Vermelho e Branco, que era uma das cinco, anunciou a desistência por razões financeiras, devido ao bloqueio das contas por conta de uma ação trabalhista. O imbróglio jurídico e financeiro acabou envolvendo também membros da Acadêmicos do Sul da Ilha, outra escola do Grupo de Acesso. Ao final, a Liga das Escolas de Samba de Florianópolis (LIESF) puniu a escola da Tapera pela interferência e desfiliou a Império Vermelho e Branco pela desistência. Assim, apenas quatro escolas desfilaram, e a campeã foi a União da Ilha da Magia, que havia sido rebaixada do Grupo Especial em 2016. Com isso, a escola da Lagoa da Conceição retornou para a elite em 2020. Assim como em 2017 e 2018, não ocorreu rebaixamento.
Consulado, Copa Lord e União da Ilha retornaram a Passarela Nego Quirido para o Desfile das Campeãs na terça-feira de Carnaval.

## Escolas de samba

### Grupo Especial
Notas
Notas, quesitos e escolas na ordem a qual foram apresentadas.
Penalizações
- A Nação Guarani perdeu 5,6 pontos por não desfilar com o mínimo de 900 componentes.[4]

| Legenda: Campeã J1 Julgador 1 J2 Julgador 2 J3 Julgador 3 |

| Escolas    |         |         |         |                    |                    |                    |                      |                      |                      |              |              |              |          |          |          |          |          |          |                              |                              |                              |        |        |        |          |          |          | Pen. | Total |
| Escolas    | Bateria | Bateria | Bateria | Comissão de Frente | Comissão de Frente | Comissão de Frente | Alegorias e Adereços | Alegorias e Adereços | Alegorias e Adereços | Samba-Enredo | Samba-Enredo | Samba-Enredo | Evolução | Evolução | Evolução | Fantasia | Fantasia | Fantasia | Mestre-Sala e Porta-Bandeira | Mestre-Sala e Porta-Bandeira | Mestre-Sala e Porta-Bandeira | Enredo | Enredo | Enredo | Harmonia | Harmonia | Harmonia | Pen. | Total |
|            | J1      | J2      | J3      | J1                 | J2                 | J3                 | J1                   | J2                   | J3                   | J1           | J2           | J3           | J1       | J2       | J3       | J1       | J2       | J3       | J1                           | J2                           | J3                           | J1     | J2     | J3     | J1       | J2       | J3       | Pen. | Total |
| N. Guarani | 9,7     | 9,9     | 9,7     | 9,8                | 10                 | 10                 | 9,8                  | 9,8                  | 9,7                  | 9,6          | 9,8          | 9,8          | 10       | 10       | 9,6      | 9,1      | 9,8      | 9,8      | 9,9                          | 9,7                          | 9,6                          | 9,6    | 9,5    | 9,8    | 9,6      | 10       | 9,7      | -5,6 | 257,7 |
| Copa Lord  | 10      | 10      | 10      | 9,9                | 10                 | 10                 | 10                   | 9,7                  | 9,7                  | 10           | 10           | 10           | 9,9      | 9,8      | 9,6      | 9,9      | 9,9      | 9,9      | 9,8                          | 9,8                          | 9,9                          | 10     | 9,9    | 10     | 10       | 9,8      | 9,9      | 0    | 267,4 |
| Coloninha  | 10      | 10      | 10      | 10                 | 10                 | 10                 | 9,9                  | 9,8                  | 9,9                  | 9,8          | 9,8          | 9,7          | 10       | 10       | 9,9      | 9,8      | 9,9      | 10       | 9,9                          | 9,7                          | 9,7                          | 10     | 10     | 9,9    | 10       | 9,9      | 9,8      | 0    | 267,4 |
| Protegidos | 9,9     | 10      | 9,9     | 9,9                | 10                 | 10                 | 9,9                  | 10                   | 10                   | 9,8          | 10           | 9,3          | 9,9      | 9,9      | 9,8      | 9,8      | 9,8      | 10       | 10                           | 9,7                          | 10                           | 9,8    | 9,8    | 10     | 9,6      | 10       | 10       | 0    | 266,8 |
| Consulado  | 10      | 10      | 10      | 10                 | 10                 | 10                 | 10                   | 10                   | 10                   | 10           | 10           | 10           | 10       | 9,8      | 9,8      | 9,8      | 9,7      | 9,9      | 9,6                          | 9,7                          | 9,6                          | 10     | 10     | 10     | 10       | 9,9      | 9,9      | 0    | 267,7 |
| Dascuia    | 10      | 9,8     | 10      | 10                 | 10                 | 10                 | 9,9                  | 9,9                  | 10                   | 10           | 9,9          | 9,8          | 9,6      | 9,9      | 10       | 9,4      | 9,7      | 10       | 9,8                          | 9,8                          | 10                           | 9,5    | 9,8    | 9,9    | 9,3      | 10       | 9,9      | 0    | 265,9 |

Classificação
| Legenda: Desfile das Campeãs |

| Pos | Escolas de samba          | Enredo                                                      | Pts   | Desempate                           | Ref.  |
| --- | ------------------------- | ----------------------------------------------------------- | ----- | ----------------------------------- | ----- |
| 1.º | Consulado                 | Où l'amour sera roi "Onde o Amor será Rei”                  | 267,7 |                                     | [ 5 ] |
| 2.º | Embaixada Copa Lord       | O Mestre-sala do Céu                                        | 267,4 | Mestre-Sala e Porta-Bandeira (29,5) |       |
| 3.º | Unidos da Coloninha       | Entre Matas, Sol, Mar e Areia. Surge A Dubai Brasileira     | 267,4 | Mestre-Sala e Porta-Bandeira (29,3) |       |
| 4.º | Os Protegidos da Princesa | A Festa dos Orixás                                          | 266,8 |                                     |       |
| 5.º | Dascuia                   | Com que roupa eu vou? Ao mundo encantado de Gesoni Pawlick! | 265,9 |                                     |       |
| 6.º | Nação Guarani             | Guarani sou teu povo, sou Nação, sou Caprichoso…            | 257,7 |                                     |       |

### Grupo de Acesso
Nota
Notas, quesitos e escolas na ordem a qual foram apresentadas.
Penalizações
- Acadêmicos do Sul da Ilha foi penalizada em 5 pontos pela LIESF após acusação de interferência prejudicial feita pela Império Vermelho e Branco.[2]
- Futsamba Josefense foi penalizada em 5 pontos por ter extrapolado o tempo na avenida em dois minutos e por ter desfilado com 81 componentes a menos que o número mínimo de 550 integrantes exigido pelo regulamento.[6]

| Legenda: Campeã J1 Julgador 1 J2 Julgador 2 |

| Escolas              |              |              |         |         |                              |                              |          |          |        |        |          |          |          |          |                    |                    |                      |                      | Pen. | Total |
| Escolas              | Samba-Enredo | Samba-Enredo | Bateria | Bateria | Mestre-Sala e Porta-Bandeira | Mestre-Sala e Porta-Bandeira | Harmonia | Harmonia | Enredo | Enredo | Evolução | Evolução | Fantasia | Fantasia | Comissão de Frente | Comissão de Frente | Alegorias e Adereços | Alegorias e Adereços | Pen. | Total |
|                      | J1           | J2           | J1      | J2      | J1                           | J2                           | J1       | J2       | J1     | J2     | J1       | J2       | J1       | J2       | J1                 | J2                 | J1                   | J2                   | Pen. | Total |
| Jardim das Palmeiras | 9,9          | 9,9          | 10      | 9,8     | 9,6                          | 10                           | 9,7      | 9,6      | 9,7    | 9,8    | 10       | 9,6      | 9,7      | 9,6      | 9,8                | 10                 | 9,8                  | 9,5                  |      | 176   |
| Acad. do Sul da Ilha | 10           | 10           | 10      | 10      | 9,9                          | 10                           | 10       | 10       | 9,8    | 10     | 10       | 9,9      | 9,8      | 9,8      | 10                 | 10                 | 9,8                  | 9,9                  | -5   | 173,9 |
| Futsamba             | 10           | 9,8          | 9,9     | 10      | 9,6                          | 10                           | 9,7      | 9,9      | 9,9    | 10     | 10       | 10       | 9,7      | 9,6      | 9,9                | 10                 | 9,8                  | 10                   | -5   | 172,8 |
| U. da Ilha           | 10           | 10           | 10      | 9,9     | 10                           | 10                           | 10       | 10       | 10     | 10     | 9,8      | 10       | 9,9      | 10       | 9,9                | 10                 | 10                   | 10                   |      | 179,5 |

Classificação
| Legenda: Campeã, promovida ao Grupo Especial e Desfile das Campeãs |

| Pos | Escolas de samba          | Enredo                                   | Pts   | Ref.  |
| --- | ------------------------- | ---------------------------------------- | ----- | ----- |
| 1.º | União da Ilha da Magia    | “Lagoa, todos os ventos passam por aqui” | 179,5 | [ 5 ] |
| 2.º | Jardim das Palmeiras      | Meiembipe - As águas de Florianópolis    | 176,0 |       |
| 3.º | Acadêmicos do Sul da Ilha | Salve! Omi, Beijada                      | 173,9 |       |
| 4.º | Futsamba Josefense        | Me dá um doce ou eu te assusto!          | 172,8 |       |